# Anton Jugov
Anton Tanev Jugov (in bulgaro Антон Танев Югов?; Polykastro, 28 agosto 1914 – Sofia, 6 luglio 1991) è stato un politico bulgaro, fu capo del Partito Comunista Bulgaro e primo ministro della Repubblica Popolare di Bulgaria dal 1956 al 1962.

## Biografia
Anche se fu a lungo un membro del Partito, Jugov fu coinvolto nell'opera di destalinizzazione che avvenne negli anni che segurono la morte di Stalin, sulla spinta delle riforme di Nikita Chruščёv in Unione Sovietica. Di conseguenza, Jugov fu nominato Primo Ministro nel 1956. Rimase in carica per molti anni, finché il segretario del Partito Todor Živkov assunse anche questa carica. Jugov, che aveva criticato Živkov, fu rimosso come potenziale rivale.